# Punta di Ceresole
La Punta di Ceresole (in francese, Pointe de la lune - 3.777 m s.l.m.), elegante ed importante montagna dall'aspetto turrito, è una montagna del massiccio del Gran Paradiso. Si trova lungo la linea di spartiacque tra il Piemonte e la Valle d'Aosta.

## Descrizione
È attorniata ad est dal colle della Luna (3.542 m) e dalla Testa della Tribolazione (3.642 m), ad ovest dal colle Chamonin (3.698 m) e dalla Cresta Gastaldi (3.894 m). Mentre il suo versante sud scende ripido sul ghiacciaio di Noaschetta, il versante nord è quasi totalmente ricoperto dal ghiacciaio della Tribolazione. La cima è ben visibile da Cogne (1.534 m) e da Gimillan (1.787 m).
La montagna presenta due vette distinte: la cima ovest (3.771 m) e la cima est (3.777 m).

## Salita alla vetta
Si può salire sulla vetta attraverso il Bivacco Carlo Pol.

## Collegamenti esterni

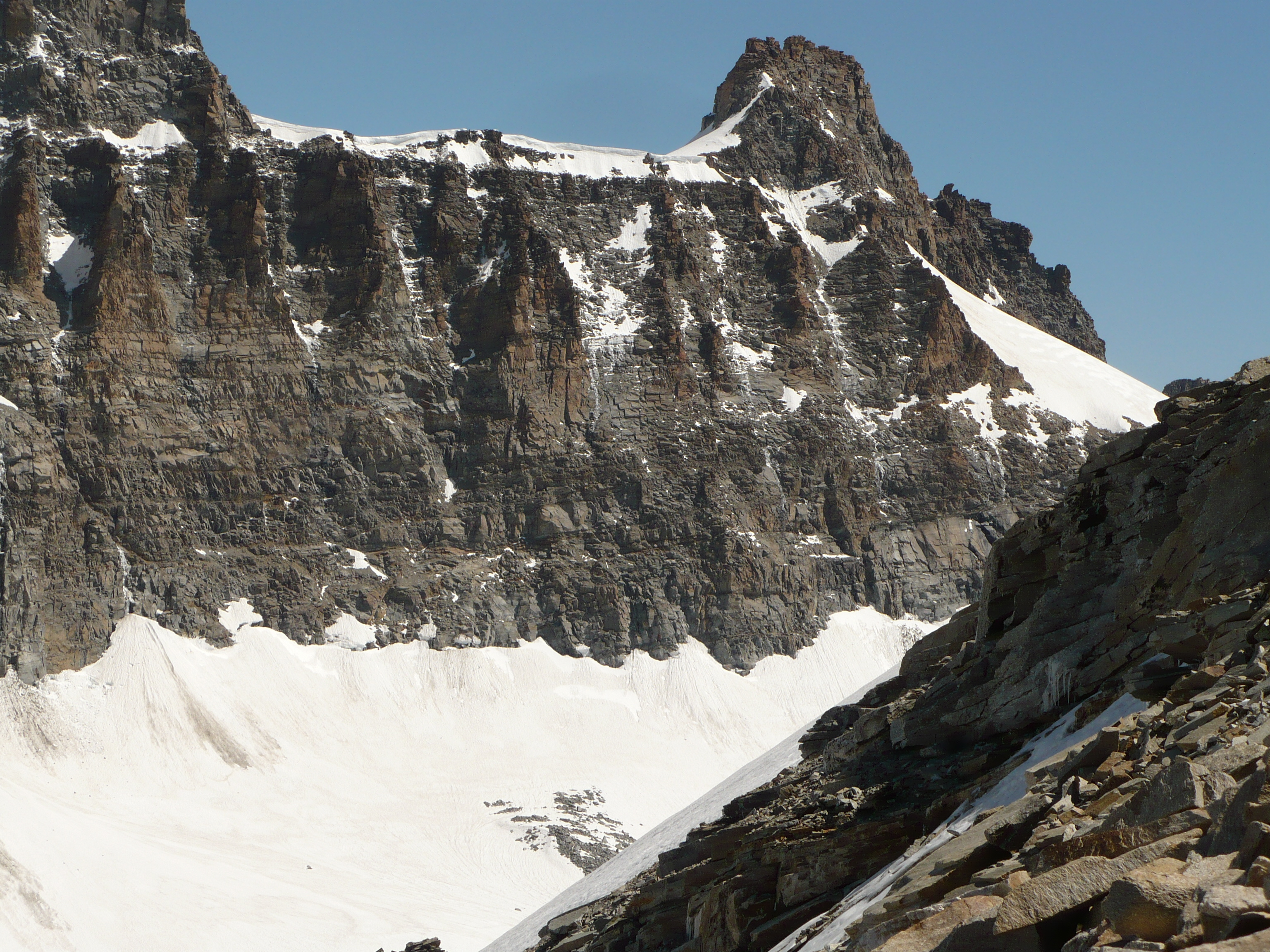
Versante sud della Punta di Ceresole. La montagna è vista salendo la Tresenta.